# Jean-André Deluc
Jean-André Deluc o de Luc (8 de febrero de 1727 - 7 de noviembre de 1817) fue un geólogo y meteorólogo suizo. También ideó instrumentos de medida meteorológicos.

## Biografía
Jean-André Deluc nació en Ginebra. Su familia, procedente de Lucca (Italia), había llegado a Suiza en el siglo XV. Su madre era Françoise Huaut, y su padre, Jacques-François Deluc, escribió una refutación de Bernard Mandeville y de otros escritores racionalistas.
Como alumno de Georges-Louis Le Sage, Jean-André Deluc recibió una educación básica en matemáticas y en ciencias naturales. La actividad empresarial ocupó buena parte de sus primeros años de adulto, con la excepción de su investigación científica en los Alpes. Con la ayuda de su hermano Guillaume-Antoine, formó una espléndida colección de mineralogía y de historia natural.
También participó en política. En 1768, fue enviado en una embajada al Duque de Choiseul en París, ganándose su amistad. En 1770 se convirtió en miembro del Consejo de los Doscientos en Ginebra.
Tres años más tarde, los reveses empresariales le forzaron a dejar su ciudad natal; a la que regresaría brevemente y solo una vez. El cambio le liberó de tareas no científicas; sin demasiados remordimientos se trasladó a Inglaterra en 1773, donde fue nombrado lector de la Reina Charlotte, un cargo que mantuvo durante cuarenta y cuatro años, proporcionándole tiempo libre y considerables ingresos.
En la parte final de su vida realizó varias visitas a Suiza, Francia, Holanda y Alemania. Al comienzo de su visita alemana (1798–1804), fue distinguido como profesor honorario de filosofía y geología en la Universidad de Gotinga, lo que le ayudó en la realización de misiones diplomáticas para el rey Jorge III. De vuelta a Inglaterra, emprendió una visita geológica del país (1804–1807).
En 1773 Deluc fue elegido miembro de la Royal Society; fue corresponsal de la Academia de Ciencias de Francia y miembro de varias otras sociedades científicas. Murió en Windsor (Berkshire), Inglaterra, en 1817, después de casi 70 años dedicados a la investigación.

## Contribuciones científicas

### Observaciones y teoría
Los intereses principales de Deluc eran la geología y la meteorología; Georges Cuvier le menciona como una autoridad en el tema anterior. Su importante trabajo geológico titulado "Lettres physiques et morales sur les montagnes et sur l'histoire de la terre et de l'homme" (Cartas físicas y morales sobre las montañas y sobre la historia de la tierra y del hombre) (6 vol., 1778-1780), estuvo dedicado a la Reina Charlotte. Publicó volúmenes sobre viajes geológicos: a Europa del norte (1810); a Inglaterra (1811); y a Francia, Suiza y Alemania (1813).
Deluc observó la absorción de calor durante la descongelación del hielo en la misma época en la que Joseph Black estableció su hipótesis del calor latente. Constató que el agua era más densa a los 40 °F (4 °C) (y no a la temperatura de congelación); fue el originador de la teoría, más tarde reactivada por John Dalton, de que la cantidad de vapor de agua contenida en cualquier espacio es independiente de la presencia o de la densidad del aire, o de cualquier otro fluido elástico.
Su obra "Lettres sur l'histoire physique de la terre" (París, 1798), dirigida a Johann Friedrich Blumenbach, contiene un ensayo sobre la existencia de un Principio General de Moralidad. También da cuenta de interesantes conversaciones con Voltaire y Rousseau. Deluc era un admirador ardiente de Francis Bacon, sobre cuyas escrituras publicó dos trabajos: Bacon tel qu'il est (Berlín, 1800), mostrando la mala fe del traductor francés, que omitió muchos pasajes favorables a la religión revelada, y Précis de la philosophie de Bacon (2 vols 8.º, París, 1802), dando una visión interesante del progreso de la ciencia natural. Lettres sur le christianisme (Berlín y Hanover, 1803) era una correspondencia polémica con Wilhelm Abraham Teller de Berlín con relación a la cosmogonía de Moisés. Su Traité élémentaire de géologie (París, 1809, traducido al inglés por Henry de la Fite el mismo año) pretendía ser principalmente una refutación de James Hutton y John Playfair, que habían planteado que la geología estaba gobernada por los procesos de erosión y el calor interno, sistema que requería mucho más tiempo que el modelo de neptunismo basado en los textos bíblicos defendido por Deluc.
Muchos otros de sus artículos figuran en el Jounal de Physique, en las Transacciones Filosóficas y en la Revista Filosófica.

### Instrumentos
Deluc dedicó una parte considerable de su actividad a perfeccionar o a inventar instrumentos de medida.
Ideó un barómetro portátil para su uso en expediciones geológicas. Su "Recherches sur les modificaciones de l'atmosphère" (Investigaciones sobre las modificaciones de la atmósfera) (2 vols. 4a, Geneva, 1772; 2.º ed., 4 vols. París, 1784) contiene experimentos sobre la humedad, la evaporación y las indicaciones de higrómetros y termómetros. Aplicó el barómetro a la determinación de altitudes. Las Transacciones Filosóficas publicaron su anuncio de un higrómetro nuevo, parecido a un termómetro de mercurio, con un bulbo de marfil que al expandirse por la humedad provocaba el descenso del mercurio. Posteriormente ingenió un higrómetro basado en una barba de ballena que provocó el estallido de una amarga controversia con Horacio-Bénédict de Saussure, inventor de un higrómetro basado en un cabello. También estableció las primeras reglas correctas para medir altitudes con la ayuda de un barómetro. Deluc defendió el uso del mercurio en vez del alcohol en los termómetros.
En 1809 envió un largo artículo a la Royal Society sobre la separación de sustancias químicas mediante el efecto eléctrico de la pila seca (una forma de pila Voltaica), con una descripción de la columna eléctrica y del electroscopio aéreo, en el que sus avanzadas opiniones contradecían los más recientes descubrimientos; considerándolos inapropiados de ser admitidos en las Transacciones. La columna seca descrita por Deluc fue construida por varios científicos y su mejora de la pila seca ha sido considerada (como la mayoría de su trabajo) importante, a pesar de que no sea de hecho su inventor.

### Las Escrituras y los datos observados
Las últimas décadas de la vida de Deluc estuvieron ocupadas con consideraciones teológicas. En su controversia con Hutton, "nunca argumentó que Hutton fuera un ateo, pero Deluc le acusó de no contrarrestar el ateísmo suficientemente".
Tuvo cuidado en reconciliar los datos observados con las Escrituras, considerándolas como una descripción de la historia del mundo. En su Lettres physiques et morales explicó los seis días de la creación como las épocas que precedieron al estado actual del globo, y atribuyó el diluvio al rellenado de cavidades en el interior de la Tierra.
El tema está analizado extensamente por Martina Kölbl-Ebert en Geología y Religión.

## Eponimia
- Deluc, un cráter de impacto en la Luna, lleva su nombre.

## Publicaciones

### Selección
- "Account of a new hygrometer", Philosophical Transactions, 63/2, 1773, p. 404-460.
- "Barometrical observations on the depth of the mines in the Hartz", Philosophical Transactions, 67/2, 1777, p. 401-550.
- An essay on pyrometry and areometry and on physical measures in general, London, Nichols, 1778-79 (2 vols).
- An elementary treatise on geology, p. PR1, en Google Libros (1809); translated by Henry De La Fite (d. 1831).
- Geological travels, London, 1810-11 (3 vols): Travels in the north of Europe (vol. 1); Travels in England (vols 2 & 3).
- Experiments concerning the electric machine: showing the electric effects of frictions between bodies, London, 1811.
- Geological travels in some parts of France, Switzerland, and Germany: vol. 1 (1813) (nos. 1–453), vol. 2 (1813) (nos. 454–844), vol. 3 (1811) (nos. 935–1417) on Google Books[16]
- Letters on the physical theory of the earth, addressed to Professor Blumenbach, London, 1831 (Con reseña introductoria e ilustraciones de Henry De La Fite).

### Listas de trabajos en internet
- Lista de trabajos en línea en e-rara.ch. (Inglés) (francés) (alemán)
- Artículos publicados en las Philosophical Transactions of the Royal Society. (Inglés) (Francés)
- Jean-André Deluc (1779-1780) Lettres physiques et morales sur l'histoire de la terre et de l'homme, 5 vol. - Facsímil digital completo de la Biblioteca Linda Hall
- Jean-André Deluc (1810-1811) Viajes Geológicos. 3 vol. (Inglés) - Facsímil digital completo de la Biblioteca Linda Hall